# Abdelaziz El Aroui
Abdelaziz el aroui, escrito también como abd el aziz el aroui o abdel aziz eliroui y cuyo nombre completo era Abd el aziz ben mohamed el iroui (Monastir, Túnez, 14 de diciembre de 1898-Túnez , el 13 de julio de 1971), fue un dramaturgo, periodista y cronista tunecino del grupo Taht essour.

## Biografía
Nació el 14 de diciembre de 1898, hijo de Mohamed el Aroui y Achoucha Mzali. Inició sus estudios en su ciudad natal.
Después de que el negocio de su padre se declarase en bancarrota, interrumpió sus estudios para trabajar como empleado en el Ministerio de Trabajo y viajó a través de las delegaciones en el país: Enfida,Kairouan,Thala,Gafsa,Skhira,Jendouba,Bouselem,Djerba y Essouasi. En 1927, se convirtió en secretario de un abogado y, al mismo tiempo, tradujo dos columnas para el periódico árabe Ennahda, al que luego se unió para trabajar en el departamento de clasificados, antes de estar a cargo de su empresa. Posteriormente se convirtió en el director y luego en jefe de edición.
En 1930 fundó el semanal francófono Le croissant tunisien. Sin embargo, después de 3 entregas, fue citado a la corte por difamar a un juez, siendo sentenciado a un mes de prisión y una multa de 5.000 francos. Por ello, debió dejar de publicar en su periódico y se unió al consejo editorial de Simon Zana en 1932 como columnista cultural. En este contexto, presidió la federación tunecina de teatro así como la compañía de teatro popular y formó parte de varios comités ejecutivos de compañías de teatro. Posteriormente, se unió a Radio Túnez desde su creación en 1938, donde se ocupó de los cargos de vice-editor, jefe de información, presentador del periódico en árabe dialectal, comentarista de los partidos de futbol y, por último, director de la radio  entre 1949 y 1956. Después de la independencia, ganó una gran notoriedad gracias a su columna diaria en la radio nacional y especialmente gracias a sus cuentos dominicales tradicionales los cuales todavía se retransmiten a día de hoy. Sin embargo, según un estudio realizado por Mediascan entre el 8 y el 14 de julio de 2007 sobre una muestra de 3.150 personas, sus historias solo han perdido el 1,1% de la cuota de audiencia de los principales canales de Túnez 7, Hannibal TV y Canal 21.